# Sonata cho violin số 4 (Beethoven)
Sonata cho vĩ cầm số 4 cung La trưởng, Opus 23 là một tác phẩm của nhà soạn nhạc lừng danh Ludwig van Beethoven. Bản nhạc này được sáng tác vào năm 1801 và được xuất bản vào tháng 10 năm đó. Ông dành tặng tác phẩm này cho Bá tước Moritz von Fries. Một năm sau, bản giao hưởng đầu tiên của ông và Sonata violin số 5 ban đầu dự định sẽ được xuất bản cùng lúc, tuy nhiên đã được xuất bản trên giấy khổ khác nhau, vì vậy số opus phải được tách ra. Khác với ba bản sonata đầu tiên, bản Sonata số 4 của ông nhận được sự đón nhận nồng nhiệt từ giới phê bình âm nhạc.

## Cấu trúc và phân tích
Tác phẩm có 3 chương:
1. Presto
2. Andante scherzoso, più allegretto (cung La trưởng)
3. Allegro molto

Tác phẩm mất khoảng 18 phút để biểu diễn.